# Mehmed Paša Sokolović
Mehmed Paša Sokolović (turško Sokollu Mehmet Paşa,srbsko Мехмед-паша Соколовић/Mehmed-paša Sokolović), osmanski vojskovodja in veliki vezir, * 1506, Sokolovići, Bosna, Osmansko cesarstvo, † 11. oktober 1579, Istanbul, Osmansko cesarstvo.
Mehmed Paša je bil rojen v pravoslavni družini v vasi Sokolovići v bližini Ruda v vzhodni Bosni. Kot otroka so ga kot krvni davek (devşirme) odpeljali v Odrin, da bi ga izšolali za janičarja. Kmalu je postal poveljnik cesarske garde (1543–1546), veliki admiral vojne mornarice (1546–1551), beglerbeg (generalni guverner) Rumelije (1551–1555), tretji vezir (1555–1561), drugi vezir (1561–1565) in veliki vezir (1565–1579). Kot veliki vezir je služil kar trem sultanom: Sulejmanu I. Veličastnemu, Selimu II. İn Muratu III. Skoraj petnajst let je bil de facto vladar Osmanskega cesarstva, dokler ga niso leta 1579 ubili. Poleg turščine je govoril tudi srbsko, perzijsko, arabsko, beneško-italijansko in latinsko.

## Življenje

### Otroštvo
O Mehmedovem rojstvu in otroštvu ni nobenega zanesljivega podatka. Osmanski kronisti in zgodovinarji ga prvič omenjajo šele, ko je dosegel visok položaj v državni hierarhiji. Njegovo mladost zameglujejo tudi razne legende, ki zgodovinarjem otežujejo ugotavljanje resnice.
Rojen je bil v pravoslavni družini v kraju Sokolovići (turško Sokul ali Sokollu) ali njegovi bližnji okolici pri današnjem Rudu v vzhodni Bosni. Nekateri viri trdijo, da se je rodil v skromni pastirski družini, drugi pa, da je potomec bosanskih plemičev. Zadnje raziskave kažejo, da druga trditev ni točna.
Mehmedovo krstno ime je bilo verjetno Bajica, očetovo ime pa Dimitrij. Imel je dva brata in sestro in najmanj enega strica, sicer pa so podatki o družinskih članih zelo nezanesljivi. Leta 1516 so ga osmanski zbiralci otrok kot krvni davek odpeljali od doma in tudi njegov odhod je obdan z legendami. Ena od legend pravi, da so ga preprosto odpeljali od doma, druga, da ga je kot posebno nadarjenega izbral poveljujoči Jeşilçe Mehmed Bej, tretja pa, da ga je stric poskušal na vsak način odkupiti in je zanj ponujal visoko odkupnino.

### Janičar in vojskovodja
Od doma so ga odpeljali v Odrin, kjer je prestopil v islam in  se preimenoval v Mehmeda,  in nato v Istanbul, kjer je v vojaški šoli postal kandidat za janičarja (acemi oğlan). Iz vojaške šole so ga poslali v cesarsko dvorno šolo Enderun v palači Topkapi. 13. marca 1535 je odšel v Bagdad in postal eden od sedmih pomočnikov državnega zakladnika Iskenderja Çelebija. Po Çelebijevi smrti se je vrnil v Istanbul in leta 1541 postal cesarski komornik, potem pa poveljnik sultanovega spremstva.
Kot vojak se je zelo izkazal v bitki pri Mohaču leta 1526 in prvem obleganju Dunaja leta 1529, zato so ga po smrti velikega admirala  Hajredina Barbarosse lete 1546 imenovali za velikega admirala. Kot veliki admiral  se je osebno udeležil ekspedicije v Trablus (današnji Tripoli v Libiji). Na tem položaju je ostal pet let in v tem času zelo okrepil osmansko vojno mornarico.
Leta 1551 je postal generalni guverner (beglerbeg) Rumelije s sedežem v Sofiji. Po smrti transilvanskega vojvode Ivana Zapolja leta 1540 si je ogrski kralj in cesar Ferdinand I. Habsburški hotel prisvojiti njegovo ozemlje, zato je med njim in Zapoljevo vdovo, hčerko poljskega kralja vojvodinjo Izabelo, prišlo do državljanske vojne. Izabeline zaveznike, večinoma Srbe, sta vodila Petar Petrović in kasnejši kardinal Đorđe Utješenović. Ferdinand je proti njim poslal Batolomea Castolda z več kot 7.000 najemniki, ki so jih pri Csanádu porazili in pobili več kot 2.500 Srbov. Sultan je zato ukazal Memed Paši, naj takoj vkoraka na Ogrsko. Mehmed je zbral vojsko 90.000 vojakov s 54 topovi in pozval paše iz Smedereva, Vidina in Nikopola, da se mu pridružijo. Ko je osmanska vojska prišla do Slankamena v Sremu, je transilvanski podkralj, menih Đorđe Utješenović, zaprosil Mehmeda, naj ne napade Transilvanije, ker je bila pred državljansko vojno v sultanovi posesti. Mehmed je prošnjo zavrnil, vkorakal v Transilvanijo in v kratkem času zasedel šestnajst mest, med njimi Bečej, Bečkerek, Csanád in Linovo. Đorđe Utješenović je nato v Transilvaniji zanetil upor in Mehmed se je umaknil.
14. oktobra je začel Mehmed ponovno oblegati Temišvar in zahteval njegovo vdajo, poveljnik mesta pa mu je na to posmehljivo odgovoril, naj se raje vrne v Rumelijo. Izročilo pravi, da je Mehmed takrat rekel:
:Prije će, dakle, laki jelen u vazduhu pasti 
i more gole ribe na obali ostaviti.
Obleganje je trajalo do 28. oktobra, vendar se mesto ni vdalo. Mehmed se je vrnil v Beograd in obnovil pogajanja s translivanskim menihom-podkraljem. 17. decembra 1551 so Utješenovića ubili in mirovna pogajanja so se prekinila. Leta 1552 je Mehmed Paša krenil na nov vojni pohod in zavzel Temišvar, Hollakö, Bujo, Ságh, Gürmat, cel Banat in Szolnok. Njegovi vojski se je nato pridružila vojska Ahmed Paše. Skupaj sta napadla Eger, vendar ga nista osvojila.
Osmansko vojno v Evropi je izkoristil perzijski šah Tahmasp I. in napadel Osmansko cesarstvo z vzhoda. Leta 1553 je zato sultan Perziji napovedal vojno in Mehmed Pašo z rumelijsko vojsko poslal v Tokat v osrednji severni Anatoliji. Junija 1554 se je Mehmed pri Suşehriju v vzhodni Anatoliji pridružil sultanovi vojski. V vojnem pohodu, ki ga turški zgodovinarji imenujejo nahičevanska (azerbajdžanska) kampanja, so Mehmedove rumelijske čete dosegle več pomembnih uspehov.

### Tretji vezir
Mehmedovi uspehi so na sultana Sulejmana I. naredili tako močan vtis, da ga je leta 1555 imenoval za tretjega vezirja in člana Cesarskega sveta. Položaj rumelijskega beglerbega je prepustil janičarskemu agi Pertev Paši, s katerim sta skupaj službovala v Bagdadu pri Iskenderju Çelebiju.
Kmalu po prevzemu položaja je moral zatreti upor, ki je izbruhnil v okolici Soluna. Upor je sprožil Mustafa Bej, ki je trdil, da je sultanov sin Mustafa. Mehmed Paša je s 4.000 konjeniki in 3.000 janičarji upor zatrl in Mustafo obesil.
Mehmeda je leta 1557 v Istanbulu obiskal brat Topuzli-Makarij Sokolović, ki je bil predstojnik (iguman) srbskega samostana Hilandar na Atosu. Pogovarjala sta se o možnostih za obnovitev Srbske pravoslavne cerkve. Mehmed Paša je še istega leta izdal dekret (berat), s katerim je ukazal obnovitev Peške patriarhije, katere patriarh je postal Makarij I. Sokolović.  Berat se ni nanašal samo na Srbe, ampak je zagotovil versko svobodo vsem prebivalcem Osmanskega cesarstva.
Leta 1559 je general in državnik Lala Mustafa Paša nahujskal Sulejmanovega sina Bajazida, beglerbega Karamana, naj se upre bratu Selimu, ki je bil kandidat za bodočega sultana. Mehmed Paša je z vojsko odšel v Konyo, maja 1559 zatrl upor in popolnoma uničil Bajazidovo vojsko. Bajazid je po porazu pobegnil v Perzijo. Mehmed Paša je zato ostal v Anatoliji in se čez zimo pogajal s perzijskom šahom o Bajazidovi izročitvi. Šah je nazadnje popustil in za veliko podkupnino izročil Bajazida in njegove štiri sinove. Po izročitvi so vse usmrtili.

### Drugi vezir
Leta 1561 je veliki vezir Rüstem Paša umrl. Nasledil ga je drugi vezir Semiz Ali Paša, za drugega vezirja pa so imenovali Mehmed Pašo Sokolovića. Mesto tretjega vezirja je dobil Mehmedov dober prijatelj Pertev Paša.
17. avgusta 1562 se je Mehmed Paša poročil z vnukinjo sultana Selima I. Ismihan Sultan (ali Esma Han Sultan). Naslednjih nekaj let je preživel v miru in se posvečal predvsem državniškim poslom.
Leta 1564 je Mehmedov nečak Sokollu Mustafa Bej  postal podkralj Bosne.

### Veliki vezir
Junija 1565 je veliki vezir Semiz Ali Paša umrl in sultan Sulejman je njegovo mesto zaupal Mehmed Paši Sokoloviću.
Konec leta 1565 so se začele napetosti med cesarjem Svetega Rimskega cesarstva Maksimilijanom II. İn sultanom Sulejmanom I. zaostrovati. Maksimilijan je zahteval, da mu sultan vrne ozemlja, ki jih je osvojil Gazi Hasan Paša Predojević. Pogajanja so bila neuspešna in Maksimilijan je Sulejmanu napovedal vojno. Veliki vezir je takoj ukazal svojemu nečaku Sokollu Mustafa Beju, naj napade Maksimilijana in njegova vojski je uspelo osvojiti osvojiti Krupo in Dvor na Uni. Medtem je Sulejman zbral večjo vojsko, ki je z Mehmedom na čelu prvič po 50 letih prišla pred Beograd.
Del vojske je nadaljeval pohod ob Donavi, napadel Eger in odšel naprej proti Dunaju. Hrvaško-ogrski plemič Nikola Zrinski je medtem porazil sandžak bega Mohameda Tirhala, usmrtil njega in njegovega sina in zaplenil 17.000 dukatov. Sulejman je za povračilo začel z 90.000 vojaki in 300 topovi oblegati Siget, ki ga je branil Nikola Zrinski in po dolgem obleganju je mesto padlo. Sultan Sulejman I. je v noči med 5. in 6. septembrom, samo dan pred osvojitvijo mesta, nenadoma umrl, Nikolo Zrinskega pa so po osvojitvi  mesta usmrtili.
Mehmed Paša se je ustrašil, da bo zaradi Sulejmanove smrti prišlo v vojski do nemirov, zato je njegovo smrt zamolčal in dal usmrtiti vse priče sultanove smrti. Vojski je razglasil, da je sultan preslaboten, da bi osebno poveljeval vojski in sam prevzel poveljstvo. Novica o sultanovi smrti se je kljub temu razvedela, zato je Sokollu Mustafa Bej pisno obvestil Sulejmanovega sina Selima o očetovi smrti. Selim se je z vojsko nemudoma odpravil v Srem, prišel je do Vukovarja in se nato vrnil v Beograd, da bi lahko učinkoviteje prevzel oblast v cesarstvu.  Sultanovo smrt so uradno objavili šele 48 dni po njegovi smrti. Mehmed Paša Sokolović je zatem prisegel zvestobo novemu sultanu in ostal na položaju velikega vezirja.
Selimov prihod na oblast ni potekal povsem brez zapletov. Ko se je z vojsko vračal iz Beograda v Istanbul, je v Istanbulu izbruhnil upor, ker so janičarji in uradniki zahtevali višje plačilo za svoje pretekle zasluge. Vse ceste so bile blokirane in Mehmed Paša in  Ahmed Paša sta samo s podkupovanjem uspela priti do prestolnice. Upor so pomirili tako, da so janičarjem poleg redne plače štiridesetih dukatov izplačali dodatnih dvajset dukatov. Kmalu zatem so se uprli še drugi vojaški oddelki, spahije in najemniki, vendar je Mehmed tokrat ukrepal drugače: aretiral in zamenjal je njihove poveljnike in upor se je končal.
Dve leti po Selimovem prihodu na prestol je Mehmed Paša Sokolović 17. februarja 1568 v Istanbulu s cesarjem Maksimilijanom podpisal mirovno pogodbo, po kateri je cesar plačeval 30.000 dukatov davka letno.
V Rusiji je imel manj sreče in že prvi spopad s severnim sosedom se je sprevrgel v katastrofo. V Istanbulu so nameravali Volgo in Don povezati s prekopom, zato so poleti leta 1569 v Rusijo poslali veliko vojsko janičarjev in konjenice. Začeli so oblegati Astrahan in kopati prekop, medtem pa je njihova vojna mornarica napadla Azov. Branilci Astrahana so z izpadom iz mesta odbili oblegovalce, potem pa jim je prišla na pomoč ruska vojska s 15.000 vojaki. Rusi so napadli in razgnali delavce na prekopu in tatarsko vojsko, ki jih je branila, za nameček pa je bila zatem v viharju uničena še osmanska flota. Na začetku leta 1570 je ambasador ruskega carja Ivana IV. Groznega v Istanbulu podpisal mirovno pogodbo, s katero so obnovili mir med Osmanskim in Ruskim cesarstvom.
Selim II. je bil šibek vladar in vsa moč in državna uprava  je bila zaradi uspešnih reform Sulejmana I. v rokah velikega vezirja. Mehmed Paši je kljub Selimovim slabostim uspelo razširiti meje Osmanskega cesarstva. Leta 1570 je Sinan Paša osvojil Arabijo, s čimer je zaključil uspešen vojaški pohod v Hidžaz in Jemen.
Leta 1571 je osmanska vojska zasedla Ciper, ki je bil v posesti Benečanov. Osvojitev Cipra je imela za posledico ustanovitev Svete lige, v kateri so se združili papež, Španija z Neapljem in Sicilijo, Beneška republika, Genova, Toskana in Malta. 7. oktobra 1571 je koalicijska flota pod poveljstvom Ivana (Don Juana) Avstrijskega v pomorski bitki pri Lepantu povsem uničila osmansko floto.
Po porazu je Mehmed Paša zadolžil Pijale Pašo in novega velikega admirala Kiliç Ali Pašo, da obnovita razbito floto. Do julija 1572 je imela nova flota že 250 popolnoma opremljenih vojnih ladij, med njimi osem največjih, ″ki so kdaj plule po Mediteranu″. Turški kronisti pravijo, da ja Mehmed Paša takrat izjavil beneškemu ambasadorju, da so ″Osmani z osvojitvijo Cipra Benetkam odsekali roko, Sveta liga pa je Osmanskemu cesarstvu v bitki pri Lepantu samo obrila brado. Odsekana roka nikoli več ne sraste, obrita brada po zraste še gostejša″. Ladje Svete lige so se resnično morale kmalu umakniti v svoja pristanišča, ker je osmanska flota ponovno postala vladar Mediterana. Leta 1573 je admiral Kiliç Ali Paša na poti v Francijo opustošil obale Sicilije in južne Italije in leta 1574 zasedel Tunizijo, v kateri so s špansko pomočjo vladali berberski Hafsidi.
3. marca 1573  je Beneška republika podpisala z Osmanskim cesarstvom mirovno pogodbo, s katero je pristala na izgubo Cipra in višje davke in Sveta liga je razpadla. Osmansko cesarstvo je nato za osem let podaljšalo mirovno pogodbo še s Svetim Rimskim cesarstvom in vzdrževalo dobre odnose s Francijo, Poljsko in Rusijo. Mehmed Paša se je začel pripravljati na nov napad na Benetke, vendar je njegove načrte prekrižala sultanova smrt.
Premoženje Mehmed Paše Sokolovića je okrog leta 1573 doseglo svoj višek in je bilo vredno 18 milijonov dukatov. Poleg redne plače velikega vezirja, ki je znašala 20 dukatov na dan, mu je moral vsak novoimenovani vezir plačati 50.000-60.000 dukatov, vsak novoimenovani beglerbeg pa 15.000-20.000, včasih celo 40.000 dukatov in samo guverner Egipta v Kairu mu je plačeval po 100.000 dukatov letno. V svoji državniški karieri je sklenil številne državne pogodbe, ki so prinašale koristi tudi njemu osebno:  Avstrija mu je plačevala 9.000, Transilvanija 3.000, Vlaška 7.000 in Moldavija 3.000 dukatov letno. Plačevala mu je celo Beneška republika – po 4.000 dukatov letno. Samo ti davki so mu prinesli 31.000 zlatih dukatov na leto.
30. avgusta 1574 je veliki vezir imenoval svojega nečaka Antonija Sokolovića, metropolita Hercegovine, za novega pravoslavnega nadškofa Ohrida. Ko je 23. oktobra istega leta umrl peški patriarh Makarij, je Antonij postal njegov naslednik. Naslednje leto je umrl tudi Antonij in na njegovo mesto je prišel drug Mehmedov nečak Gerasim Sokolović.
Ko je Selim II. leta 1574 umrl, je Mehmed Paša spet zamolčal sultanovo smrt, dokler ni iz Manise prišel njegov sin Murat III. Tudi pri novem sultanu je ostal na položaju velikega vezirja, vendar se je moral zdaj veliko ukvarjati s spletkami vplivnih dvornih dam. Najvplivnejši sta bili sultanova mati Nurbanu Sultan in sultanova prva žena Safiye Sultan, po poreklu Benečanka. Tudi Murat III. se je dobro zavedal Mehmedove ogromne moči, zato je naredil vse, da bi njegov vpliv čim bolj zmanjšal. Mehmedove zaveznike je začel umikati z visokih državnih položajev: državnega sekretarja Feriduna, veterana iz obleganja Sigeta, so iz Istanbula premestili v Beograd, zvestega prijatelja in guvernerja Cipra pa so ubili uporniški vojaki. Mehmedova največja tekmeca, Hamid Efendi in Pijale Paša sta organizirala usmrtitev Mehmedovega zaščitnika Mihaela Kantakuzena, 10. oktobra 1578 pa so v Budimu usmrtili še Mehmedovega nečaka in generalnega guvernerja Sokollu Mustafa Beja.
11. oktobra 1579 je mentalno moten derviš prosil za obisk pri Mehmed Paši in ga med obiskom zabodel. Tri ure kasneje je Mehmed Paša umrl. Kasneje so trdili, da je bil morilec janičar v službi Muratove žene Safiye Sultan. Mehmeda so pokopali na njegovem posestvu v Istanbulu v grobnici, ki jo je zgradil slavni arhitekt Mimar Sinan. Na majhnem vrtu so v njegovi bližini kasneje pokopali tudi ženo Ismihan in njegove potomce.
Mehmed Paša Sokolović je bil kar šestdeset let v službi Osmanskega cesarstva. Bil je edini veliki vezir, ki v vsej svoji karieri ni bil nikoli odstavljen z nobenega položaja, na katerega je bil imenovan in je do drugega najvišjega položaja v cesarstvu napredoval samo zaradi svojih izjemnih sposobnosti.

## Zapuščina
Mehmed Paša Sokolović je po vsem Osmanskem cesarstvu zapustil številne arhitekturne spomenike, ki so večinoma delo cesarskega arhitekta Sinana Mimarja.
V mestni četrti Kadirga v Istanbulu je mošeja z njegovim imenom, ki velja za najlepšo malo mošejo v Istanbulu. V četrti Ejub je kompleks Sokollu Mehmed Paşa Kulliyesi, v katerem je njegova rezidenca, šola (medresa) in njegova grobnica. Na cesti med Istanbulom in Odrinom je v Lüleburgazu podoben kompleks z njegovim imenom, v katerem je karavanasaraj, kopališče, mošeja, medresa, tržnica in sultanova privatna rezidenca. Kompleks je bil zgrajen leta 1549 in razširjen leta 1569. Podobna komplesa sta tudi v Havsi in Pajasu v južni Anatoliji. Sinan je v Mehmedovem imenu zgradil tudi mostove v Havsi, Yesildireku (Istanbul), Odrinu in Lüleburgazu.
Južnoslovanski narodi se ga spominjajo predvsem po njegovih gradnjah. Najbolj znana zgradba je vsekakor njegov most v Višegradu, ki je del svetovne kulturne dediščine. Poleg tega mostu je dal zgraditi tudi Arslanagićev most v Trebinju, Vezirjev most v Podgorici, most v Žepi in Kozjo Ćuprijo v Sarajevu.  V svoji rojstni vasi Sokolovići je zgradil mošejo, osnovno šolo (mekteb), gostišče (musafirhana) in javno kopališčče. Na cesti med Višegradom in Sarajevom je v Glasincu postavil Mehmed Sokolovića han, od katerega je ostala samo pipa s pitno vodo.
Srbi se ga najbolj spominajo po tem, da je leta 1557, ko je bil tretji vezir, obnovil Srbsko pravoslavno cerkev in patriarhat v Peći in za prvega patriarha imenoval svojega sorodnika Makarija Sokolovića.